# 月曜日
月曜日（げつようび）または月曜（げつよう）は、日曜日と火曜日の間にある週の1日。日本では平日の始まり。

## 各言語での名称
日本語の名称は七曜（七政・七星期）の1つである（天体の）月の日にちなむ。同様に英語のMondayも月にちなむ。七曜の順番は木火日金水月土であるが、曜日の順番は日月火水木金土である。アラビア語やベトナム語ではこの順番により月曜を「第二日」（al-athnayni, ngày thứ hai）と呼ぶ。また国際航空業界の時刻表は、IATA（国際航空運送協会）のSSIM（Standard Schedules Information Manual）規格に準拠して、月曜日を「1」と表記する。
現代中国語でも「星期一」もしくは「礼拜一」といい、同じく週の第1日目としている。ただし、清末までは中国の暦書においても「月曜」または「月二」と呼んでいた。

## 月曜日に起きた出来事
ニューヨーク株式相場が大暴落した1987年10月19日は月曜日であったので、ブラックマンデーと呼ばれる。

## 日本

### 振替休日
日本では、前日の日曜日が国民の祝日である場合は振替休日となる。また、特定の月の特定の週の月曜日と定められている国民の祝日（一部のみ）もある（2021年現在は、成人の日・海の日・敬老の日・スポーツの日）。これは、土曜日・日曜日と併せて3連休になることを見込んで日付を変えられたもので、ハッピーマンデーと呼ばれている。

### ブルーマンデー症候群
月曜の朝（月曜固定祝日も含む）に現れる憂鬱から心身に不調が現れるトラブルをブルーマンデー症候群と呼ぶ。1週間のうち最も自殺者が多いのは月曜日である。

### 休業とする業種
日本のプロ野球においては月曜日は原則として予備日であるため、休養日としている。なお、パ・リーグでは2001年から2005年まで月曜日に試合を開催していた（マンデーパ・リーグも参照）。
組合に加盟している理容店のほとんどは月曜日を定休日としていた ので、組合主催の講習会などが開かれる事もある。ハッピーマンデー制度や適正化規定の廃止によって事情が変わってきた。
銭湯も月曜日は利用者が少ないため、月曜定休が多い。東京都浴場組合ではオイルショック以降、燃料が入手しづらい時期が続き、週1回の休みが義務づけられた。
飲食店では土日が書き入れ時となるため、それを過ぎた月曜日を定休日にしているところがある。
公共図書館は月曜日を休館日とすることが多い。『図書館読本』（本の雑誌社、2000年、ISBN 4-938463-85-7）が行なったアンケートによれば、1998年時点で月曜日を休館日としている公共図書館は426館、割合にして全体の75%に上っている。なお、次点で火曜日（44館）、日曜日（27館）と続く。これは、一般社会では休業することの多い日曜日に開館する代わりに翌日を振替休日として休館とするためである。ただし、指定管理者制度の導入で休館日の削減を図っている図書館も存在しており、「月曜日すなわち休館日」は過去のものになりつつある。公共図書館の休館日をまとめた逐次刊行物として『日本の図書館 統計と名簿』があり、CD-ROM版も発売されている。
博物館や美術館、観光施設の多くも月曜日を休館（休業）日としている。月曜日が国民の祝日や振替休日の時は開館して火曜日など次の平日が休館日になるところが多い。ただし、2020年代では「学校の振替休日が月曜日に設定されることが多いこと」「有給休暇取得が容易になったこととも相まって、日曜日から月曜日の泊りがけの旅行が増えたこと」などの事情から、火曜日などに変更する施設も現れている。

### 交通
鉄道においては朝の通勤ラッシュが激しい曜日である。これは出張や外出などで直接会社に出社しない場合がある他の曜日と比較して、実際に会社に出社するビジネスマンが多いためである。これに合わせて西日本旅客鉄道（JR西日本）では毎週月曜日（月曜日が祝日の場合は火曜日）早朝に単身赴任者向けの臨時列車としてビジネスサンダーバードを運行している。
道路交通においても同様に前記した事情や物流業にとって休み明けであるため、道路が混雑する傾向があると言われるが、実際のところは金曜日ほど顕著なものではない。

### 発売日
週刊誌では週刊ポスト・週刊現代・週刊大衆・週刊プレイボーイといった男性向け週刊誌と週刊ダイヤモンド・週刊東洋経済・エコノミストといった経済週刊誌の発売日である。漫画週刊誌では週刊少年ジャンプと週刊ヤングマガジンとビッグコミックスピリッツの発売日である。

## 月曜日に関する作品
- 映画
  - 『月曜日のユカ』（1964年、日本）
  - 『MONDAY』（2000年、日本）
  - 『月曜日に乾杯!』（2002年、フランス=イタリア）
  - 『シグナル〜月曜日のルカ〜』（2012年、日本）
- 音楽
  - 哀愁のマンデイ（歌：ブームタウン・ラッツ）
  - After the rain ～月曜日も会いたい（歌: Le Couple）
  - 雨の月曜日（歌：アグネス・チャン）
  - 雨の日と月曜日は（歌：カーペンターズ、オリビア・ニュートン＝ジョン、作詞・作曲：Roger Nichols/Paul Williams）
  - 月曜日にはバラを（歌：稲垣潤一）
  - 月曜日の朝（歌：内田有紀）
  - 月曜日の朝（歌：山崎まさよし）
  - 月曜日の朝、スカートを切られた （歌：欅坂46）
  - 月曜日の週末（歌：ゆず）
  - 月曜日の失踪（歌：工藤静香）
  - 月曜日のロボット（歌：松任谷由実）
  - 先週の月曜日（歌：奥田民生）
  - 冷たい月曜日（歌：原由子）
  - ブルー・マンデー（歌：ニュー・オーダー）英国で最も売れた12インチシングル。
  - マニック・マンデー（歌：バングルス）作曲：プリンス
  - Monday（歌：THE COLLECTORS）
  - Monday (歌：sumika)
  - MONDAY BLUE（歌：山下達郎）
  - MONDAY MORNING（歌：ブレッド&バター）
  - マンデー・モナリザ・クラブ （歌：ピンク・レディー）
  - ミスター・マンデイ（歌：オリジナル・キャスト）オリジナル・キャストの日本での最大のヒットシングル。
  - Lundi（歌：松任谷由実）
  - BLUE MONDAY（歌：桑田佳祐）
  - New Moon On Monday（歌：デュラン・デュラン）
  - Monday Morning（歌：フリートウッド・マック）
  - 星期一天氣晴我離開你（歌：孫燕姿）
  - 月曜日のクリームソーダ（歌：Jelly PoP Beans）
- 漫画
  - 『月曜日のたわわ』 (作：比村奇石、週刊ヤングマガジン)
  - 『月曜日の友達』 (作：阿部共実、ビッグコミックスピリッツ)
- テレビ番組（放送枠）
  - 月曜劇場
  - 月曜ドラマシリーズ（NHK総合）
  - 月曜ロードショー（1969年～1987年、TBS）
  - 月曜スペシャル（1981年・1982年、テレビ東京）
  - 月曜ワイド劇場（1982年～1986年、テレビ朝日）
  - 月曜ドラマランド（1983年～1987年、フジテレビ）
  - 月曜スペシャル90（1984年～1985年、テレビ朝日）
  - 月曜テレビジョン（1984年～1985年、テレビ朝日）
  - 月曜ドラマ9（1986年～1987年、テレビ東京）
  - 月9（1987年～、フジテレビ）
  - 月曜ドラマスペシャル（1989年～2001年、TBS）
  - 月曜ドラマ・イン（1991年～2000年、テレビ朝日）
  - NBS月曜スペシャル（1995年～2015年、長野放送）
  - 月曜ミステリー劇場（2001年～2006年、TBS）
  - 月曜エンタぁテイメント（2004年～2006年、テレビ東京）
  - 月曜ゴールデン（2006年～2016年、TBS）
  - 月バラ!（2006年～2007年、テレビ朝日）
  - 月曜プレミア!（2010年～2012年、テレビ東京）
  - 月曜ミステリーシアター（2013年～2015年、TBS）
  - 月曜名作劇場（2016年～2019年、TBS）
  - 月曜プレミア8（2020年～、テレビ東京）
  - 月曜ドラマ（2022年～2023年、BS松竹東急）
- テレビドラマ（作品）
  - ブラッディ・マンデイ（2008年・2010年、TBS。ただし、放送されていたのは土曜日である）
- バラエティ
  - 月曜爆笑スペシャル（1981年、東京12チャンネル→テレビ東京）
  - がっちりマンデー!!（TBS。旧題名『儲かりマンデー!!』。ただし、放送されているのは日曜日である）
  - 月曜から夜ふかし（日本テレビ）
  - ちゃちゃ入れマンデー（関西テレビ。ただし、放送されているのは火曜日である）[18]
  - 帰れマンデー見っけ隊!!（テレビ朝日）
- スポーツ番組
  - MONDAY FOOTBALL R（フジテレビ）
  - MONDAY FOOTBALL みんなのJ（フジテレビ）
  - マンデーMLB（BSテレ東）
- ラジオ番組
  - 落合恵子のちょっと待ってMONDAY（文化放送。ただし、放送されていたのは日曜日である）[19]

## 記号
| 記号 | Unicode | JIS X 0213 | 文字参照          | 名称                                        |
| ---- | ------- | ---------- | ----------------- | ------------------------------------------- |
| ㈪   | U+322A  | -          | &#x322A; &#12842; | 全角括弧付き月 PARENTHESIZED IDEOGRAPH MOON |
| ㊊   | U+328A  | -          | &#x328A; &#12938; | 丸月 CIRCLED IDEOGRAPH MOON                 |